# Коппе, Иоганн Готтлиб
Иоганн Готтлиб Коппе (нем. Johann Gottlieb Koppe; 1782—1863) — немецкий агроном

, педагог и новатор в сельском хозяйстве, приобретший в своё время почётную известность своими реформами и научными трудами.

## Биография
Иоганн Готтлиб Коппе родился 21 января 1782 года в селе Хайдеблике (ныне в земля Бранденбург, Германия) в семье мелкого фермера Кристиана Коппе (1742-1806) и его жены Эрдмут Лунгвиц (во вдовчестве Фрёде; 1742-1809). Посещал городскую школу Люббена с 1793 по 1797 год. 
После практической деятельности в различных поместьях он был нанят в 1800 году управляющим имением тогдашнего майора Августа фон Тюмена. Вскоре один из основателей современной сельскохозяйственной науки Альбрехт Даниель Таер, узнал о Коппе из статей, которые он смог опубликовать в сельскохозяйственных газетах. Таер предложил ему должность учителя в школе сельскохозяйственных наук в Мёглине. В 1813 году он издал учебник «Уроки земледелия и скотоводства», который и принёс ему широкую известность среди агрономов и фермеров.
По приглашению Тера, И. Г. Коппе с 1811 года начал преподавать, сельское хозяйство в Меглинской сельскохозяйственной школе, где им была основана знаменитая впоследствии овчарня.  
С 1814 по 1827 год он снова управлял несколькими крупными имениями, вел хозяйство (1827—1830) в арендованных казенных имениях, где устроил (1837) большой свеклосахарный завод, и, наконец, обзавелся хозяйством на собственной земле (1842) на которой и проработал до конца жизни. 
Коппе был женат дважды: сперва на Анне Элизабет Брабант (* 1789) в Вербиге в 1807 году (развелись в 1812 году; у пары было двое детей); в 1813 году он женился на дочери пастора Марианне Вилиш (1792–1849) в Котте близ Пирны, в этом браке родились четыре сына и пять дочерей. 
Иоганн Готтлиб Коппе скончался 1 января 1863 года в родном селе.
Его труд «Der Unterricht im Ackerbau und der Viehzucht» (2 тома, 1812, 10-е изд. 1873 год), дополненный профессором Э. Вольфом, был переведён на русский язык в 1876 году А. А. Стебутом и М. В. Неручевым и издан под названием: «Земледелие и скотоводство — практические наблюдения по земледелию и руководство к наиболее выгодному ведению хозяйства».
Почитателями Коппе собран капитал более 50-ти тысяч немецких марок и учрежден в Берлине особый институт (Koppestiftung) для содействия развитию теоретического научного сельского хозяйства, который стал выдавать премии за заслуги по развитию агрономии и животноводства.
Его правнук Гельмут Георг фон Герлах стал известным журналистом и политиком.